# Roxheim
Roxheim – miejscowość i gmina w Niemczech, w kraju związkowym Nadrenia-Palatynat, w powiecie Bad Kreuznach, wchodzi w skład gminy związkowej Rüdesheim.

## Historia
Pierwsza wzmianka na temat miasta pojawiła się w roku 773 jako Hrocchesheim W latach 1815–1945 Roxheim nalażało do Prus.

## Polityka
Rada powiatu składa się z 16 członków. W wyborach w 2004 roku w radzie zasiedli członkowi następujących ugrupowań politycznych:
- CDU: 6 członków
- FWG: 6 członków
- SPD: 4 członków

## Infrastruktura
W Roxheim znajduje się przedszkole, szkoła podstawowa oraz biblioteka.

## Osoby urodzone w Roxheim
- Johann Friedrich Abegg (* 1765) – teolog, Prof. in Heidelberg
- Pascal Finkenauer (* 1977) – piosenkarz